# رؤية شاملة

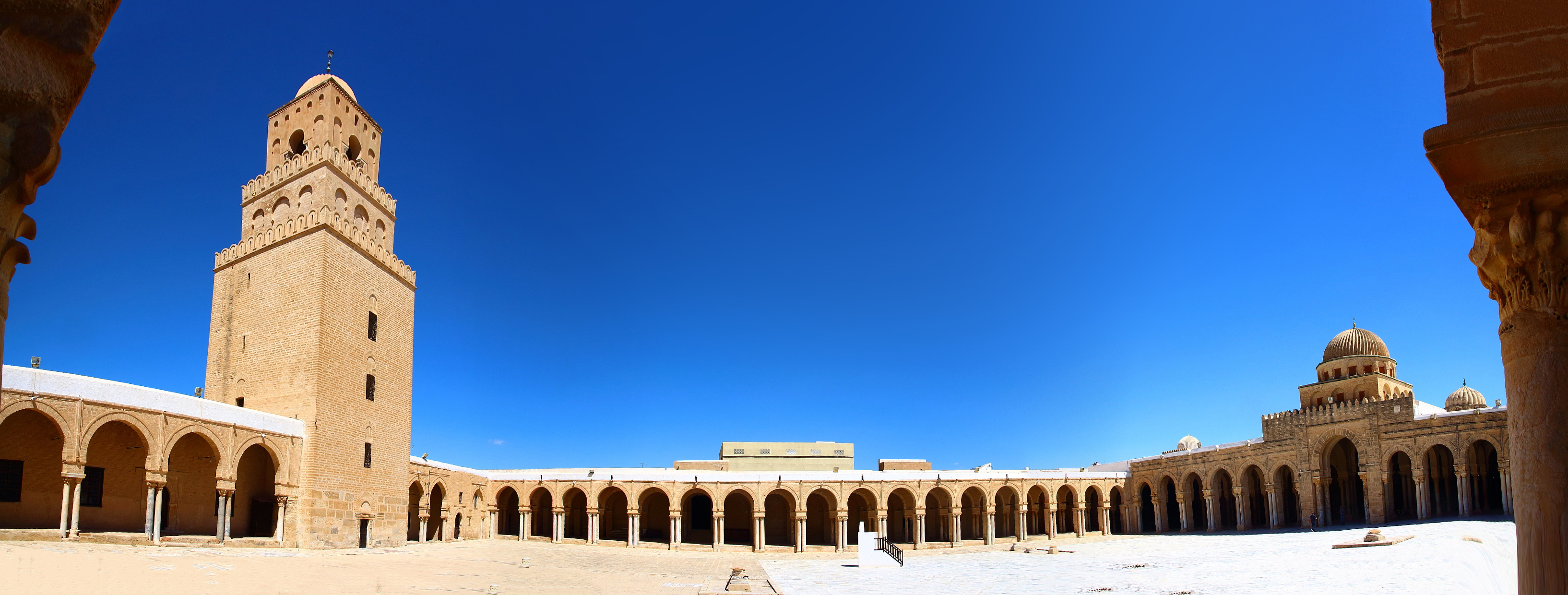
صورة رؤية شاملة من الفناء الداخلي لمسجد عقبة بن نافع في تونس

الرؤية الشاملة أو بانوراما (من الكلمة اليونانية <πανοραμα>) كمثال آخر لتصوير الحرب الأهلية في معركة اتلانتا. وعُرضت أول ما عُرضت في 1887، ويبلغ ارتفاعها 42 قدم في حين يَقدر عرضها ب358 قدم. أما بانوراما راكلاوايس، الواقعة في روكلو، بولندا، فتُعد أكبر من تلك اللوحات حيث يُقدر حجمها ب120 × 15 متراً.

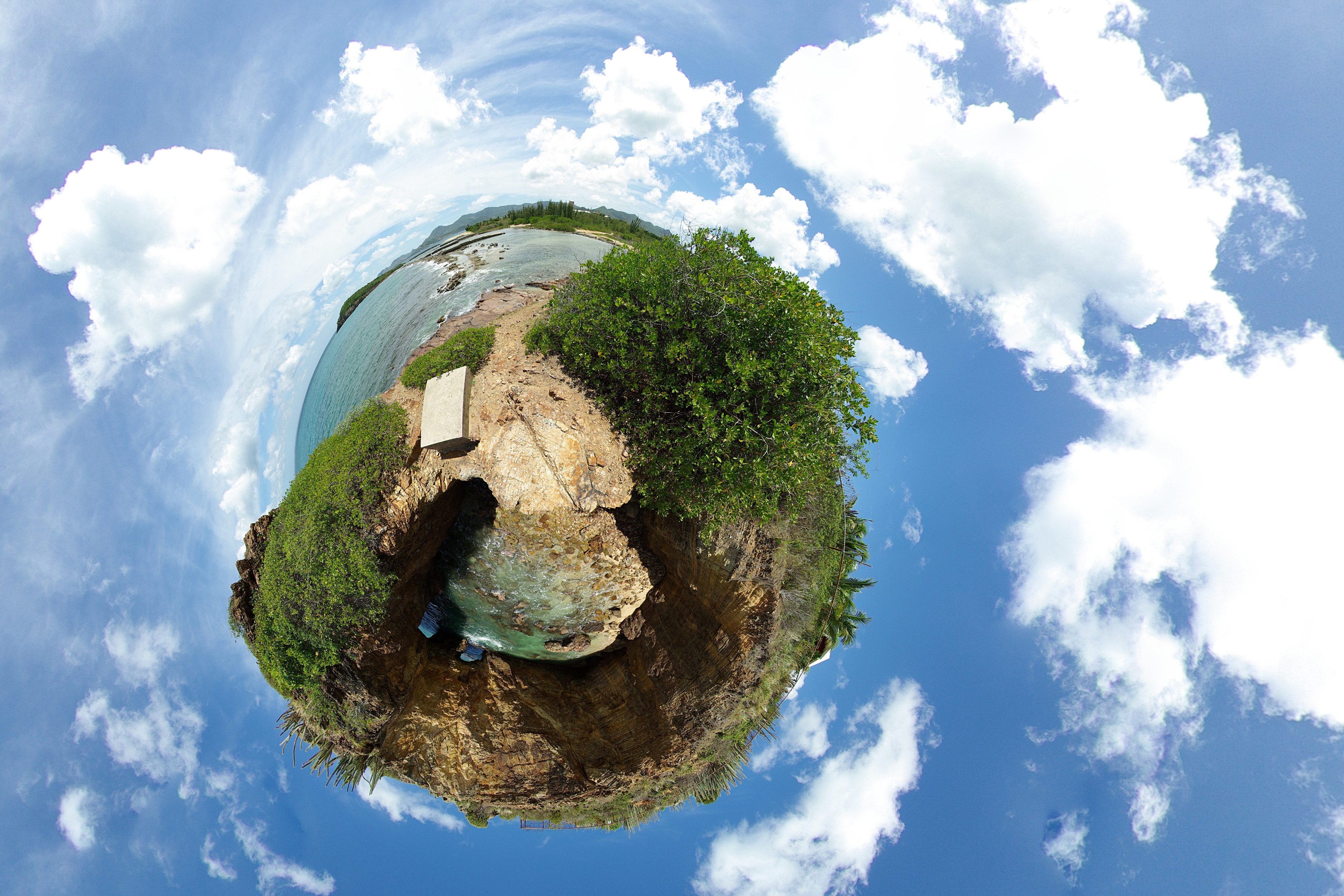
بانوراما 360 درجة بالإسقاط المُجسم.

وسُرعان ما حل التصوير الفوتوغرافى البانورامى محل الرسم كأشهر طريقة لعمل المناظر العريضة. ولم يمض وقت كبير على اختراع الألواح الفضية عام 1839، حتى بدأ المصورين في جمع صوراً متعددة من المنظر بداخل صورة واحدة عريضة. وفي أواخر القرن التاسع عشر، استخدمت الكاميرات البانوراما، بواسطة حوامل أفلام مُقوسة، الأقراص التي تعمل في اتجاه عقارب الساعة لمسح صورة خط في قوس لعمل صورة بدرجة تتعدى ما يقرب من 180.وقد قام التصوير التصوير الرقمي، في أواخر القرن العشرين، بتسهيل عملية الجمع هذه إلى حد كبير، والتي تُعرف الآن باسم تركيب الصورة. وقد يتم وضع هذه الصور المُجمعة في أفلام الواقع الافتراضي الخام عن طريق استخدام واحدة من العديد من التقنيات مثل برنامج كويك تايم الواقعى الافتراضي المُصمم من قبل شركة أبل، وبرنامج جافا. وتتيح الكاميرا التي تعتمد على خاصية الخط الدائر مثل البانوسكان التقاط صور بانورامية ذات دقة غالية جداً، وتغى الحاجة إلى استخدام تركيب الصور.